# Canaria (raza ovina)
La oveja canaria es una raza ovina autóctona de Canarias, España.

## Origen
Es una raza autóctona que tiene origen prehispánico, probablemente llegó del continente africano con los primeros pobladores y posteriormente fue cruzada con ovejas traídas de otros lugares por visitantes y conquistadores.

## Características de la raza
Son individuos subhipermétricos de perfil rectilíneo o subconvexo y proporciones con tendencia longilínea. Marcado dimorfismo sexual, donde los machos presentan un perfil subconvexo más marcado.
Los machos alcanzan los 70 cm de altura y los 60 kg con cornamenta bien desarrollada que se enrolla formando una espiral. Las hembras son algo más pequeñas (65 cm y 50 kg) sin cornamenta.
Producen lana predominantemente blanca aunque existen individuos entre el negro y el marrón y sus combinaciones y gradaciones. La cara desprovista de lana y las orejas grandes y ligeramente caídas.

## Importancia ambiental y social
La oveja canaria tiene un importante papel cultural y ambiental, al estar vinculado al pastoreo y a la trashumancia en zonas muy concretas de las islas, sobre todo de Gran Canaria y El Hierro. Tiene una especial influencia en la conservación del medio donde se desenvuelve, en tanto que mantiene zonas despobladas y veredas limpias de rastrojos, así como se respeta los ciclos de crecimiento vegetales, propios de la trashumancia. Asimismo su pastoreo fomenta actividades ganaderas peculiares como el salto del garrote, la elaboración de queso artesanal (queso de flor o queso herreño), en algunos casos de cuajo vegetal o maduración en cuevas.